# Janatha Vimukthi Peramuna
El Janatha Vimukthi Peramuna (JVP), Front d'Alliberament Popular en singalés, és un partit polític de Sri Lanka. El JVP va estar implicat en dos aixecaments armats contra el govern de Sri Lanka: un el 1971 i un altre el 1987–89. Posteriorment, el partit ha participat en la política electoral del país, destacant-se en els darrers anys a través de la seva coalició nacional, el Poder Popular Nacional (NPP), amb el qual han aconseguit guanyar les recents eleccions presidencials de 2024.

## Història
El JVP va néixer l'any 1965 impulsat pel carismàtic Rohana Wijeweera i d'altres quadres comunistes provinents del Partit Comunista de Ceilan (Maoista) i d'altres organitzacions considerades de la "vella esquerra", desil·lusionats pels pocs resultats del govern d'esquerres. Durant els primers anys, el partit es va centrar en formar els seus membres i organitzar les seves cèl·lules, tant a l'interior del país (especialment a zones rurals i entre estudiants) com a l'exterior, cercant un subministrament d'armes per a preparar la insurrecció a Corea del Nord, el Iemen del Sud o Albània.

### Insurrecció de 1971
Així, al 1971 el partit va organitzar l'aixecament, esperant immobilitzar el govern mitjançant segrestos selectius i atacs sobtats i simultanis contra les forces de seguretat a tota l'illa. Per contra, les forces de seguretat estaven alertades de les pretensions del JVP, però amb el canvi de govern es van passar per alt els informes i es va alliberar a Wijeweera, que estava empresonat des del 1970. El partit, aprofitant el context de lluita contra la guerra de Vietnam i la repressió del govern, que va tornar a empresonar a Wijeweera i a centenars de militants del JVP i d'altres faccions, va accelerar els seus plans, planificant un atac simultani el 5 d'abril. La insurrecció pretenia 4 objectius a curt termini: el control del Cantonment de Panagoda, una de les principals instal·lacions militars del país, el segrest del Primer Ministre, la conquesta de la capital i l'alliberament de Wijeweera.
Tot i aquests ambiciosos objectius, la planificació de la insurrecció a tot el país va ser mal coordinada, provocant que un escamot es precipités atacant la comissaria de Wellawaya, alertant a les forces de seguretat, les quals van ordenar la mobilització de l'Exèrcit, detencions de militants, i tocs de queda a parts de l'illa, reunint al Primer Ministre i altres càrrecs civils o militars a la residència oficial de Temple Trees, convertida en centre d'operacions.
Tot i l'error inicial, el JVP va aconseguir atacar 92 comissaries, provocant danys a 57 d'elles, i el control del districte de Matara i d'altres zones del sud de l'Illa. Tanmateix, cap de les quatre missions principals del JVP va tenir èxit. En els dies següents les forces de seguretat van anar recuperant paulatinament el control de les àrees rebels, acabant amb la insurrecció al juny del mateix any.
El partit fou declarat il·legal i no fou altre cop legalitzat fins al 1977 quan va començar a participar en les eleccions sense èxit. El 1983 fou altre cop il·legalitzat per motius mai prou ben explicats, i va romandre com organització clandestina.

### Insurrecció de 1987
El 1987 després de l'arribada de les tropes indies de pau, el JVP va formar milícies armades i es va revoltar altre cop a Matara, al sud de país. Durant dos anys va combatre contra l'estat en una guerra que es va cobrar mig milió de vides humanes. Les forces del govern van capturar i matar a Wijeweera i el seu lloctinent a Colombo el 13 de novembre de 1989, i el 1990 ja havien matat o empresonat a tot el comitè central i uns set mil membres. El partit fou prohibit i mantingut a l'exili per l'únic membre del Comitè Central que va poder fugir, Somawansa Amarasinghe.

### Reorganització
El 1994 fou legalitzat altre cop en aixecar-se l'estat d'emergència i va participar en les eleccions com a Front de Salvació Nacional, col·ligat al Front Progressista, obtenint un escó al districte de Hambantota. A les presidencials es va presentar Nihal Galappththi, sense èxit. A les eleccions del 2000 va obtenir deu escons 10 i a les del 2001 en va obtenir 16. A les municipals del 2002 es van elegir 219 membres del partit. El gener de 1994 va formar l'Aliança de la Unitat Popular per la Llibertat amb l'Aliança del Poble i a les eleccions d'aquell any (2 d'abril), amb el triomf d'aquesta aliança (39 escons per membres del JVC) entrà a formar part del govern.
Més recentment, tot i la pèrdua progressiva de suports al Parlament, el candidat i líder del partit Anura Kumara Dissanayake va guanyar les eleccions presidencials de 2024 a través de la seva coalició nacional, el Poder Popular Nacional (NPP).

## Resultats electorls

### Parlamentàries
| Any  | Candidat                 | Vots      | %      | Escons    | +/– | Govern             |
| ---- | ------------------------ | --------- | ------ | --------- | --- | ------------------ |
| 1994 | Somawansa Amarasinghe    | 90,078    | 1.13%  | 1 / 225   | 1   | Oposició           |
| 2000 | Somawansa Amarasinghe    | 518,774   | 6.00%  | 10 / 225  | 9   | Oposició           |
| 2001 | Somawansa Amarasinghe    | 815,353   | 9.10%  | 16 / 225  | 6   | Oposició           |
| 2004 | Somawansa Amarasinghe    | 4,223,970 | 45.60% | 39 / 225  | 23  | Coalició (2004-05) |
| 2004 | Somawansa Amarasinghe    | 4,223,970 | 45.60% | 39 / 225  | 23  | Oposició (2005-10) |
| 2010 | Somawansa Amarasinghe    | 441,251   | 5.49%  | 4 / 225   | 35  | Oposició           |
| 2015 | Anura Kumara Dissanayake | 543,944   | 4.87%  | 6 / 225   | 2   | Oposició           |
| 2020 | Anura Kumara Dissanayake | 445,958   | 3.84%  | 3 / 225   | 3   | Oposició           |
| 2024 | Anura Kumara Dissanayake | 6,863,186 | 61.56% | 159 / 225 | 156 | Majoria            |

### Presidencials
|      |                          | 1a volta  | 1a volta | 2a volta  | 2a volta |          |
| Any  | Candidat                 | Vots      | %        | Vots      | %        | Resultat |
| ---- | ------------------------ | --------- | -------- | --------- | -------- | -------- |
| 1982 | Rohana Wijeweera         | 273,428   | 4.19%    |           |          | Derrota  |
| 1994 | Nihal Galappaththi       | 22,749    | 0.30%    |           |          | Derrota  |
| 1999 | Nandana Gunathilake      | 344,173   | 4.08%    |           |          | Derrota  |
| 2019 | Anura Kumara Dissanayake | 418,553   | 3.16%    |           |          | Derrota  |
| 2022 | Anura Kumara Dissanayake | 3 (E.V)   | 1.37%    |           |          | Derrota  |
| 2024 | Anura Kumara Dissanayake | 5,634,915 | 42.31%   | 5,716,971 | 55.96%   | Elegit   |